# Newlib
Newlib er et C standard programbibliotek implementering hvis formål er at blive anvendt i indlejrede systemer.  Newlib er en samling af adskillige biblioteksdele, alle under frie software licenser som gør dem let at bruge i indlejrede produkter. 
Newlib blev skabt af Cygnus Support som en del af bygningen af den første GNU krydsplatform udviklingsværktøj toolchains.  Newlib vedligeholdes nu af Red Hat udvikleren Jeff Johnston, og anvendes i mange kommercielle og ikke-kommercielle GCC porteringer for ikke-Linux indlejrede systemer.